# Draba arctogena
Draba arctogena — вид рослин родини капустяні (Brassicaceae), поширений на півночі Північної Америки.

## Опис
Це багаторічні рослини (каудекс розгалужений). Стрижневий корінь присутній. Стебла нерозгалужені, 0.3–1.4 дм, запушені. Базальне листя черешкове: пластини від ланцетних до вузько зворотно-яйцеподібних, 0.4–1.7 см × 1.5–6 мм, поля цілі або з 1–3 зубами з кожної сторони, поверхні запушені. Стеблового листя 0 або 1, сидяче, пластини від яйцюватих до видовжених, поля цільні або зубчасті, поверхні запушені.
Китиці 2–14(17)-квіткові, витягнуті у плодах, запушені. Плодоніжки висхідні, прямі, 1–5(7) мм, запушені. Квітів на суцвіття (2)5–15, малі. Квіти: чашолистки яйцюваті, 1.8–2.5 мм, запушені; пелюстки білі, мають широкий, закруглений кінець, 3–4 × 1.5–2 мм; пиляки яйцюваті, 0.3–0.4 мм. Плоди довгасті, сплюснуті, сухі, 4–9 × 2–3.5 мм, зелені в зрілості (оливкові). Насіння 22–26, яйцювате, 0.7–1 × 0.5–0.6 мм, коричневе (червонувато-коричневе), гладке чи складчасте. 2n=48(6x).

## Поширення
Північна Америка: Ґренландія, пн. Канада.
Населяє щебенисті, піщані пагорби, гравійні площі; 0–450 м.